# Eccellenza Lombardia
La Eccellenza Lombardia es una de las divisiones regionales que conformal la Eccellenza, la quinta división de fútbol de Italia en la que participan los equipos ubicados en la región de Lombardía.
En la liga participan 48 equipos divididos en tres grupos, en donde los ganadores de cada grupo logran el ascenso a la Serie D, los segundos lugares juegan un playoff de ascenso y los últimos dos equipos de cada grupo descienden a la Promozione.

## Ediciones anteriores

### Grupo A
- 1991–92: Gallaratese
- 1992–93: Real Cesate
- 1993–94: Pro Patria
- 1994–95: Corbetta
- 1995–96: Oggiono
- 1996–97: Cantalupo
- 1997–98: Oggiono
- 1998–99: Bellusco
- 1999–2000: Seregno
- 2000–01: Vigevano
- 2001–02: Robbio
- 2002–03: Solbiatese
- 2003–04: Caratese
- 2004–05: Fanfulla
- 2005–06: S.V.Turate
- 2006–07: Sestese
- 2007–08: Casteggio Broni
- 2008–09: Vigevano
- 2009–10: Saronno
- 2010–11: Naviglio Trezzano
- 2011–12: Pro Sesto
- 2012–13: Inveruno
- 2013–14: OltrepoVoghera
- 2014–15: Bustese
- 2015–16: Varese
- 2016–17: Arconatese
- 2017–18: Cavenago Fanfulla
- 2018–19: Castellanzese
- 2019–20: Busto 81
- 2020-21: Brianza Olginatese
- 2021-22: Varesina
- 2022-23: Vogherese

### Grupo B
- 1991–92: Capriolo
- 1992–93: Chiari
- 1993–94: Crema
- 1994–95: Pontisola
- 1995–96: Clusone A.Ser.
- 1996–97: Corbetta
- 1997–98: Sancolombano
- 1998–99: Pavia
- 1999–2000: Bergamasca
- 2000–01: Olginatese
- 2001–02: Canzese
- 2002–03: Città di Lecco
- 2003–04: Fiorente BG
- 2004–05: Renate
- 2005–06: Merate
- 2006–07: Caratese
- 2007–08: AlzanoCene
- 2008–09: Pontisola
- 2009–10: Seregno
- 2010–11: Mapello
- 2011–12: Caravaggio
- 2012–13: Giana Erminio
- 2013–14: Ciserano
- 2014–15: Alzano Cene
- 2015–16: Scanzorosciate
- 2016–17: Crema
- 2017–18: Sondrio
- 2018–19: NibionnOggiono
- 2019–20: Casatese
- 2020–21: Alcione
- 2021-22: Sant'Angelo
- 2022-23: Tritium

### Grupo C
- 1991–92: Cassano 1966
- 1992–93: Broni
- 1993–94: Romanese
- 1994–95: Sancolombano
- 1995–96: Trevigliese
- 1996–97: Bagnolese
- 1997–98: Romanese
- 1998–99: Pizzighettone
- 1999–2000: Frassati
- 2000–01: Palazzolo
- 2001–02: Cremapergo
- 2002–03: Nuova Albano
- 2003–04: Salò
- 2004–05: Castellana
- 2005–06: Darfo Boario
- 2006–07: Feralpi Lonato
- 2007–08: Nuova Verolese
- 2008–09: Pedrengo
- 2009–10: Rudianese
- 2010–11: Aurora Seriate
- 2011–12: Sant'Angelo
- 2012–13: Palazzolo
- 2013–14: Ciliverghe Mazzano
- 2014–15: Grumellese
- 2015–16: Darfo Boario
- 2016–17: Rezzato
- 2017–18: Adrense
- 2018–19: Brusaporto
- 2019–20: Telgate
- 2020-21: Leon Monza Brianza
- 2021-22: FC Lumezzane
- 2022-23: Cast Brescia